# Devalorizare
O monedă suferă o devalorizare când autoritățile monetare decid să-i scadă cursul de schimb în raport cu o monedă de referință, sau cu un coș monetar. Contrarul devalorizării este „reevaluarea”, decisă și ea de autoritățile monetare. Devalorizarea desemnează acțiunea de a (se) devaloriza și rezultatul ei: scădere a valorii (în special) reducerea de către stat a valorii monedei în raport cu aurul, argintul sau valutele străine.
Când valoarea monedei scade pe piața valutară, fără o decizie oficială, se vorbește de o depreciere, contrarul fiind o apreciere. Diferite cauze sunt posibile: recesiune, deficit comercial, emisiune de monedă de către banca centrală.

## Efectele devalorizării
Devalorizarea vizează creșterea competivității economice, restabilind un echilibru, printr-o corectare a dezechilibrului apărut (deficit comercial). Efectele previzibile sunt de două naturi:
- Pe termen scurt, scăderea valorii monedei naționale face să crească prețul și valoarea importurilor efectuate în alte monede. Acest „efect preț” degradează balanța comercială. Petrolul, importat în dolari, va cântări, de exemplu mai greu;

- Pe termen mediu, joacă „efectul volum”: scăderea prețurilor produselor exportate de țară permite creșterea cantităților vândute în străinătate, în timp ce creșterea prețurilor produselor importate incită să se importe mai puține produse, cu excepția produselor dificil de diminuat, cum sunt materiile prime strategice (uraniu, staniu, zinc etc.).

Aceste efecte contradictorii sunt rezumate într-o curbă în J: devalorizarea  cauzează mai întâi o scurtă degradare a balanței comerciale (efectul preț, în partea stângă a lui J), înainte de a permite  o ameliorare de o mai mare amploare  (efectul volum, în partea dreaptă a lui J).
Pe plan financiar, devalorizarea penalizează investitorii străini care dețin împrumuturi publice și acțiuni. Istoric, ei sunt întotdeauna neîncrezători.

## Riscul cercului vicios
Riscul cercului vicios se concretizează dacă o țară devalorizându-și moneda, văzând că balanța comercială se deteriorează („efectul preț” din partea stângă a literei J), dă dovadă de nerăbdare și decide să o devalorizeze din nou fără să aștepte „efectul volum” din partea dreaptă a curbei lui J. Se expune riscului de a antrena noi degradări ale balanței sale comerciale.
Riscul cercului vicios este mai ridicat în perioada unei inflații puternice cauzate de triplarea sau împătrirea prețului petrolului, cum a fost cazul după șocurile petroliere din 1973 și 1979. A fost crescut prin fragilitățile sistemului monetar european, prost organizat care oferea o recompensă cvasisigură speculanților: pentru a-și apăra moneda, țara atacată își creștea dobânzile, fapt ce slăbea, cu atât mai mult, întreprinderile exportatoare, făcând devalorizarea foarte probabilă, chiar sigură, încurajând specula.